# En eld i kväll
En eld ikväll är ett album av Ulf Lundell, utgivet 26 november 2003. Albumet var Lundells första helt akustiska sedan Xavante 1994.

## Låtlista
1. "Kom in, kom in" – 5:01
2. "Blue Hearts Hotel" – 4:46
3. "Honung" – 4:29
4. "Nattcafé" – 6:30
5. "Malvina" – 3:31
6. "En gång om året" – 5:01
7. "Om du behöver en man" – 5:40
8. "Tanker" – 4:37
9. "Dhaulagiri –  6:23
10. "Vin till vatten" – 6:38
11. "Grannar" – 3:35
12. "En eld ikväll" – 5:57
13. "Fem timmar till landning" – 5:33
14. "Världens mitt" – 6:09

## Recensioner
Skivan fick ett svalt mottagande när den kom ut med ett snitt på 3,0/5 baserat på tre recensioner.

## Listplaceringar
| Lista (2003–2004) | Topplacering |
| ----------------- | ------------ |
| Sverige           | 1            |